# Cirrhochrista nivea
Cirrhochrista nivea là một loài bướm đêm trong họ Crambidae.